# 程序设计方法
《程序设计方法》（英語：How to Design Programs, HtDP）是一本由麻省理工學院出版社出版、关于程序设计的教材。作者为马蒂亚斯·费莱森、Robert Bruce Findler、Matthew Flatt和Shriram Krishnamurthi。该书介绍了一种「设计诀窍」，从问题描述出发，通过六个步骤编写出完整的程序。
《程序设计方法》使用Scheme语言，和另外一本名著《计算机程序的构造和解释》类似。事实上，作者提供了专门为该书开发的程序设计环境，名为DrScheme。DrScheme提供了从初级到高级的一系列语言级别。
这本书的中文版由黄林鹏和朱崇恺翻译，人民邮电出版社出版。